# Yahoo! News
Yahoo! News — це новинний сайт, який виник як агрегатор новин від Yahoo! Сайт було створено програмістом Бредом Клоузі в серпні 1996 року. Спочатку статті надходили з таких служб новин, як Associated Press, Reuters, Fox News, Al Jazeera, ABC News, USA Today, CNN і BBC News .
2006 року Yahoo додав можливість коментування новин.
До 2011 року Yahoo розширила діяльність, включивши новини власного виробництва в рамках планів стати великою медіа-організацією. Були найняті журналісти (зокрема? Уолтер Шапіро та Вірджинія Геффернан), а в лютому 2012 року на веб-сайті вперше з'явився кореспондент у прес-службі Білого дому За даними Alexa, Yahoo! News врешті став одним із найкращих сайтів новин у світі. Було оголошено про плани додати стрічку Twitter. У листопаді 2013 року Yahoo найняла колишню ведучу <i id="mwLQ">Today</i> Show і CBS Evening News Кеті Курік як ведучу новин. Вона пішла з компанії 2017 року.
3 травня 2021 року Verizon оголосила, що Verizon Media буде придбана компанією Apollo Global Management за $5 млрд та буде перейменована на Yahoo, а Verizon збереже частку 10 % у новій групі. Угода була закрита 1 вересня 2021 року.

## Yahoo! Celebrity
Yahoo! Celebrity або omg! створено 12 червня 2007 року. Після запуску MediaWeek повідомляв, що Yahoo сподівався отримати жіночу аудиторію за допомогу цього ресурсу. Завдяки розголосу на першій сторінці Yahoo та його партнерським зв'язкам, кількість читачів швидко росла. Восени 2007 року сайт мав 8 млн читачів на місяць і був другим за кількістю читачів подібним сайтом у США.
У грудні 2012 року Yahoo! уклали угоду з CBS Television Distribution щодо просування свого спін-оффу Entertainment Tonight The Insider з omg!, перейменувавши шоу на omg! Insider. У січні 2014 року було оголошено, що CBS Television Distribution має повернути назву на Yahoo! Celebrity.